# Испытание силы Яна Усмаря
«Испыта́ние си́лы Я́на Усма́ря» — картина русского художника Григория Угрюмова (1764—1823), оконченная в 1796 (или 1797) году. Хранится в Государственном Русском музее в Санкт-Петербурге (инв. Ж-5052). Размер — 283 × 404 см. Употребляется также более длинное название картины — «Испытание князем Владимиром силы русского богатыря Яна Усмаря перед поединком его с печенежским богатырём».
Сюжет картины основан на летописном сказании о сражении 992 года, в котором древнерусское войско князя Владимира Святославича победило печенегов. Перед началом битвы надо было найти воина, который смог бы достойно сразиться с печенежским богатырём. Им оказался сын киевского кожемяки Ян Усмарь, который с честью выдержал предложенное ему испытание — руками остановил бегущего разъярённого быка, вырвав у него кусок кожи.
В июле 1797 года, после того как Угрюмов закончил работу над картиной, она была одобрена чрезвычайным собранием Императорской Академии художеств, и за неё художнику было присвоено звание академика. Полотно долгое время находилось в собрании Академии художеств, а в 1923 году было передано в Государственный Русский музей.
Искусствовед Алла Верещагина считала «Испытание силы Яна Усмаря» самой лучшей из работ Угрюмова, несмотря на то, что эта картина содержит не так много историко-этнографических деталей, как некоторые другие живописные произведения художника. Искусствовед Алексей Савинов отмечал удачное композиционное построение полотна, сочетающее динамичную группу воинов слева, князя Владимира справа, а Яна Усмаря с разъярённым быком — в центре. По мнению искусствоведа Нонны Яковлевой, «зрелое мастерство и вдохновенный порыв выделяют „Яна Усмаря“ не только среди произведений Угрюмова, но и ставят его на особое место в истории русского искусства».

## История

### Предшествующие события и работа над картиной

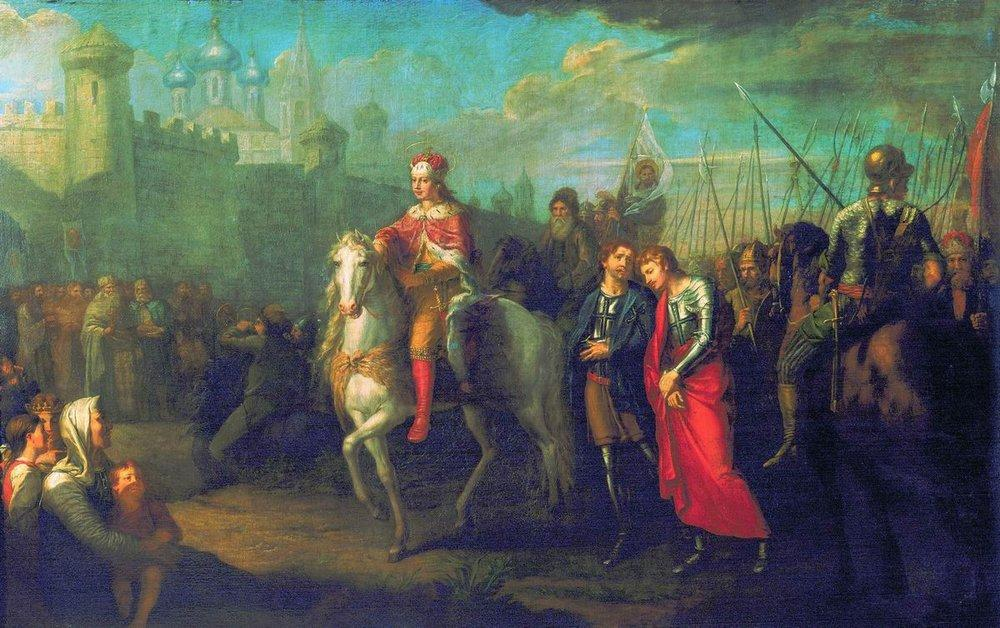
Григорий Угрюмов. Торжественный въезд Александра Невского в город Псков после одержанной им победы над немецкими рыцарями (1793—1794, ГРМ)

В 1770—1785 годах Григорий Угрюмов обучался в Императорской Академии художеств (ИАХ), в воспитательное училище при которой он был принят в возрасте шести лет. Его наставниками в классе исторической живописи были Гавриил Козлов и Пётр Соколов, он также учился у Ивана Акимова. В 1785 году за полотно «Изгнанная Агарь с малолетним сыном Измаилом в пустыне» (ныне в ГРМ) Угрюмов был удостоен малой золотой медали Академии художеств. Вместе с этой наградой он получил аттестат 1-й степени, а также право на пенсионерскую поездку за границу. Будучи пенсионером ИАХ, в 1785—1790 годах Угрюмов работал в Италии. В 1791 году, после возвращения в Санкт-Петербург, он был назначен преподавателем в классе исторической живописи Академии художеств. В 1793—1794 годах по заказу императрицы Екатерины II Угрюмов написал большое полотно «Торжественный въезд Александра Невского в город Псков после одержанной им победы над немецкими рыцарями» (ныне в ГРМ).
В 1794 году Академия художеств признала Угрюмова «назначенным в академики», а 5 октября 1795 года он получил от Совета Академии программу на звание академика, характер которой был определён следующим образом: «На ратном поле, в присутствии великого князя Владимира, Российского воина меньший сын показывает опыт своей необычной силы над разъяренным быком, которого на всем бегу ухватив за бок рукой, вырывает кожу и мясо колико захватил». Под «меньшим сыном» подразумевался герой летописного сказания Ян Усмарь. Точно неизвестно, когда художник завершил работу над полотном, — в 1796 или 1797 году. В каталоге-путеводителе по Государственному Русскому музею, изданном в 1948 году, в качестве даты создания было указано «около 1797 года». В более поздних каталогах и на сайте Русского музея дата создания указана как «1796 (1797?)». Окончание работы над полотном совпало со сложным периодом в российской истории — 6 ноября 1796 года скончалась Екатерина II, и императором стал её сын Павел Петрович, получивший известность как Павел I.

### Последующие события
15 июля 1797 года картина «Испытание силы Яна Усмаря» была одобрена чрезвычайным собранием Императорской Академии художеств, и за неё Григорию Угрюмову было присвоено звание академика ИАХ. После этого картина находилась в Академии художеств — в каталоге ИАХ 1818 года она фигурировала под номером 370 как «Испытание силы Переяславля». В 1798 году Угрюмову было присвоено звание адъюнкт-профессора, а в 1800 году — профессора Академии художеств. В эти годы им были написаны два крупноформатных исторических полотна — «Призвание Михаила Фёдоровича Романова на царство» и «Взятие Казани Иваном Грозным» (обе — не позднее 1800 года, ныне в ГРМ).

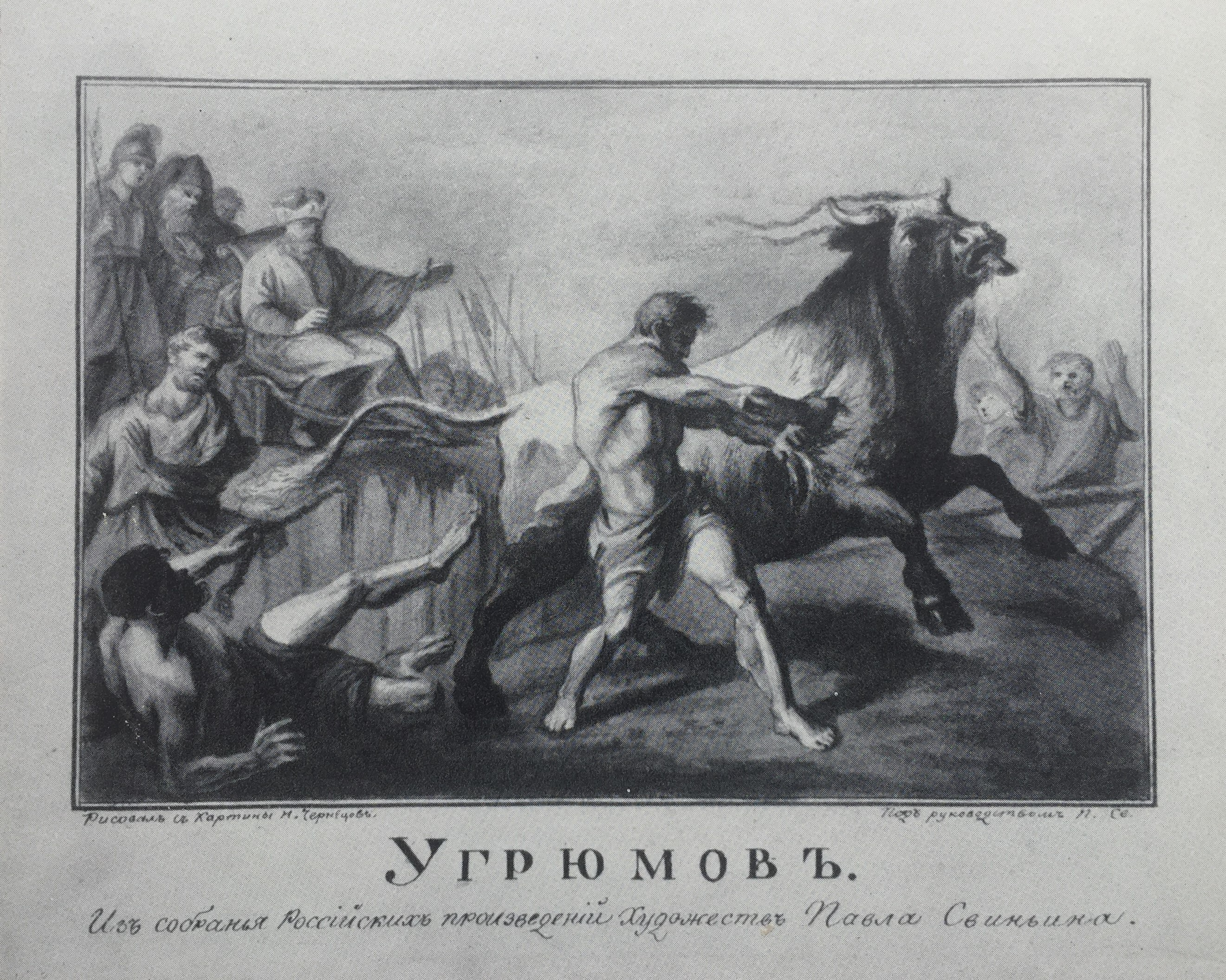
Никанор Чернецов. Ян Усмарь (рисунок с эскиза (?) Григория Угрюмова, 1820-е)

Ряд источников указывает, что в течение некоторого времени картина «Испытание силы Яна Усмаря» находилась в коллекции литератора Павла Свиньина — в частности, была одним из экспонатов открытого им в 1819 году «Русского музеума», который просуществовал до 1834 года. С другой стороны, искусствовед Зинаида Зонова полагает, что у Свиньина был другой вариант (возможно, эскиз) этой картины под тем же названием, с которого художник Никанор Чернецов в 1820-х годах сделал рисунок, включённый под номером 78 в альбом зарисовок экспонатов «Русского музеума» Свиньина. По поводу рисунка Чернецова Зонова писала: «Этот рисунок даёт возможность познакомиться с первоначальным эскизом к программе, где Угрюмов наметил и в дальнейшем перенёс в картину лишь две фигуры переднего плана и изображение быка. Остальные фигуры перегруппированы и видоизменены. Самые образы и воинов и Владимира на картине не имеют ничего общего с грубыми бородатыми мужчинами в простых рубашках на рисунке Чернецова. Владимир здесь менее выделен из общей массы людей, это приземистый старик с нахлобученной до глаз шапкой и в широкой простой одежде. Никакого величия, характерного для фигуры Владимира в трактовке Угрюмова, здесь нет».

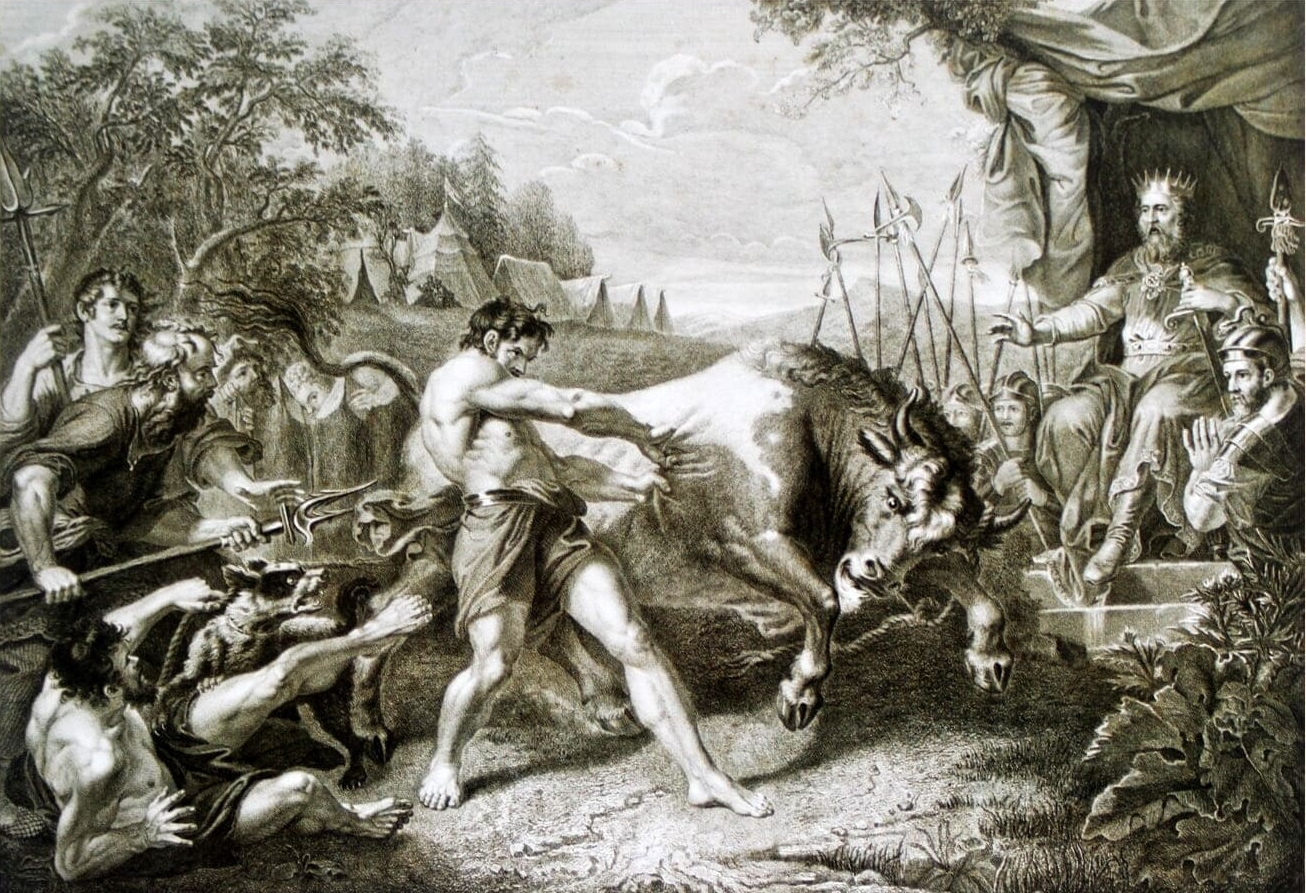
Иван Пожалостин. Испытание силы Яна Усмаря (гравюра с картины Григория Угрюмова, 1880)

В начале 1840-х годов картина опять была указана как часть собрания ИАХ — она числилась под номером 59 в «Указателе находящихся в Академии художеств произведений» (Санкт-Петербург, издательство Фишера, 1842). В изданном в 1915 году каталоге русской живописи, находящейся в Музее Императорской Академии художеств, картина «Испытание силы Яна Усмаря» была указана под номером 36 — это было единственное произведение Угрюмова, упомянутое в каталоге.
В 1850 году три рисунка с картины «Испытание силы Яна Усмаря» были сделаны рисовальщиком и гравёром Фёдором Иорданом, который впоследствии также создал гравюру, основанную на этом полотне. В 1880 году художник-гравёр Иван Пожалостин также сделал одноимённую гравюру с полотна Угрюмова, за которую ему было присвоено звание почётного вольного общника Академии художеств.

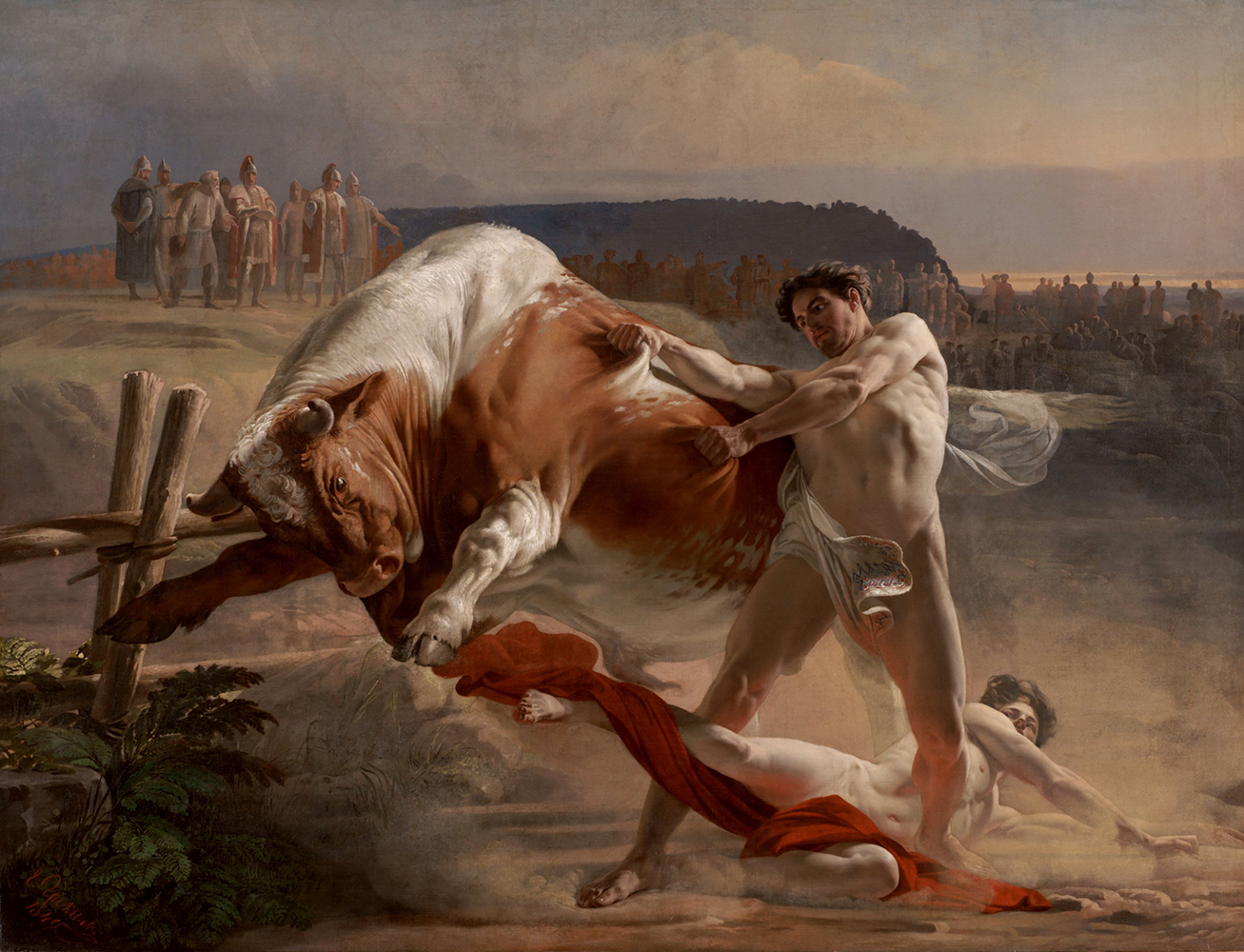
Евграф Сорокин. Ян Усмовец, удерживающий быка (1849, ДВХМ)

Фигура Усмаря в трактовке Угрюмова оказала большое влияние на учеников Академии художеств. Известно о существовании рисунка Сильвестра Щедрина (начало XIX века, ГРМ), в подробностях повторяющего образ Усмаря. Образ одного из жрецов на рисунке Ореста Кипренского «Языческие жрецы, убивающие христиан в храме Перуна» (около 1803, ГТГ) также сильно напоминает фигуру Усмаря — по словам искусствоведа Владислава Зименко, в этом эскизе Кипренского «влияние Угрюмова очевидно, например, в могучей атлетической фигуре крайнего левого язычника, живо напоминающего Яна Усмаря». Скульптор Борис Орловский в своей скульптуре 1831 года «Ян Усмарь» использовал центральную группу картины Угрюмова, включающую Усмаря и быка. Кроме того, в рамках академического конкурса 1849 года картину на ту же тему написал художник Евграф Сорокин — за созданное им полотно «Ян Усмарь удерживает быка» («Ян Усмовец, удерживающий быка», холст, масло, 207 × 266 см, ныне в Дальневосточном художественном музее, инв. Ж-609) он получил большую золотую медаль и право на пенсионерскую поездку за границу.
В 1923 году полотно «Испытание силы Яна Усмаря» было передано из Академии художеств в Государственный Русский музей. В 2013—2014 годах проводилась масштабная реставрация картины, которая была направлена на укрепление холста, красочного слоя и грунта, а также на очистку пожелтевшего лакового слоя. Работу над картиной «Испытание силы Яна Усмаря» проводила группа отдела реставрации ГРМ, в которую входили Марат Дашкин, Александр Минин и Наталия Романова. После окончания реставрации, в конце 2014 года, обновлённая картина демонстрировалась на выставке, посвящённой 250-летию со дня рождения Григория Угрюмова. Картина «Испытание силы Яна Усмаря» находится в постоянной экспозиции Русского музея — она выставлена в зале № 15 Михайловского дворца, где, кроме неё, экспонируются «Подвиг молодого киевлянина» Андрея Иванова, «Медный змий» Фёдора Бруни, «Явление Христа Марии Магдалине после воскресения» Александра Иванова, а также его же эскизы и этюды к картине «Явление Христа народу».

## Сюжет, действующие лица и композиция
В основу сюжета положено летописное сказание о сражении 992 года у реки Трубеж, в котором древнерусское войско под руководством князя Владимира Святославича победило печенегов. Перед битвой печенеги предложили сразиться с их богатырём кому-нибудь из древнерусского войска. Князь Владимир «разослал глашатаев объявлять: „Нет ли такого мужа, который бы поборолся с печенегом?“» И пришёл к нему киевский кожемяка, и рассказал про своего младшего сына — Яна Усмаря (другие варианты написания — Усмошвец, Усмович или Ушмовец), который большим ростом не отличался, но был столь силён, что мог разодрать кожу руками. Когда Яна Усмаря привели к князю Владимиру, ему устроили испытание с быком (волом), которое тот с честью выдержал: «и побежал вол мимо него, и схватил его рукою за бок и вырвал кожу с мясом, сколько захватила рука». После этого Ян Усмарь вышел на бой против печенежского богатыря, «и схватились, и удавил муж печенежина руками до смерти». Это привело к победе древнерусского войска: «и кликнули русские, и побежали печенеги, и гнались за ними русские, избивая их, и прогнали». В честь этой победы князь Владимир заложил на месте битвы город Переяславль.

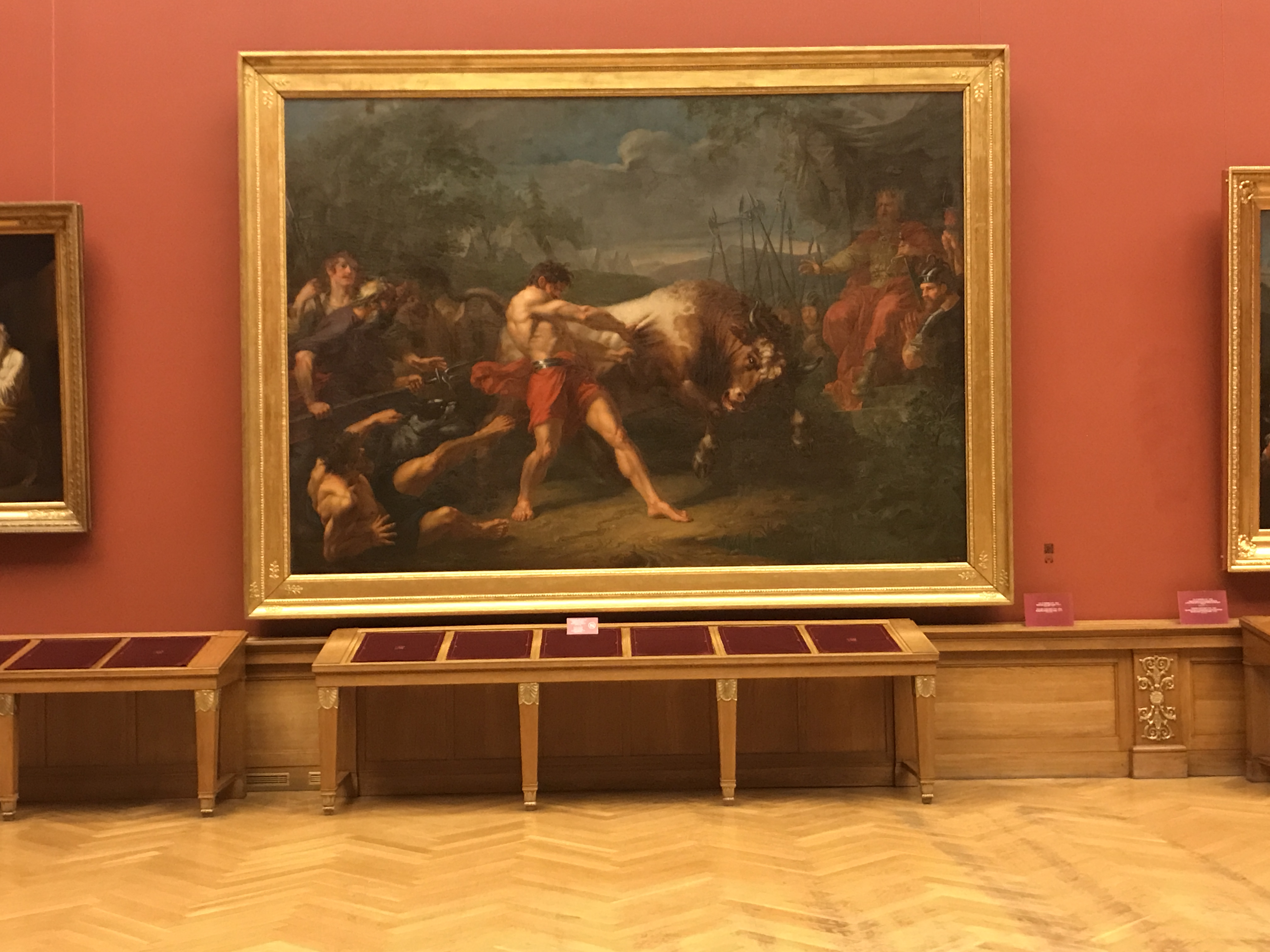
Картина «Испытание силы Яна Усмаря» в ГРМ

В центре полотна крупным планом изображена фигура Яна Усмаря, останавливающего бело-рыжего быка, который, по-видимому, был раздразнён уколами трезубцев и лаем собак. Бык движется слева направо, в направлении князя Владимира, который изображён сидящим на троне, расположенном на возвышении у правого края холста. Показано то полное динамизма мгновение, когда Ян Усмарь, выдвинув для равновесия левую ногу вперёд, крепко ухватился обеими руками за шкуру быка. По словам искусствоведа Нонны Яковлевой, «движение остановлено в тот естественный, но почти неуловимый глазом момент, когда перед решительным рывком замирают на миг наливающиеся каменным напряжением мускулы человека».
Богатырская фигура Усмаря, словно вросшая в землю, является опорной осью композиции. Усмарь полуобнажён, на нём только набедренная драпировка красно-кирпичного цвета, заправленная под обод золотого пояса. Богатырь, показанный художником в профиль, весь захвачен схваткой с быком; его лицо с гневно сверкающими глазами полузакрыто рукой. Левая нога Усмаря находится практически в центре полотна — это подчёркивает то, что главный смысл, выражаемый его позой, — «остановка, сопротивление движению». Искусствовед Алла Верещагина писала, что угрюмовский Ян Усмарь — «человек с мускулами Геракла, борец, воин, воплощение физической мощи». Останавливая быка, Ян Усмарь откинулся назад, и напряжение мускулов его спины подчёркивает то противодействие движению животного, которое он создаёт. Фигура воина, упавшего навзничь, находится примерно в том положении, в котором оказался бы сам Усмарь, если бы он не справился с быком, — этот приём соответствует неоднократно применявшемуся в живописи «методу одновременного показа стадий движения».
Князь Владимир облачён в жёлтую одежду, покрытую красной мантией, на его голове — золотая зубчатая корона, левой рукой он держится за рукоятку меча. Трон князя, к которому ведут три каменные ступени, покрыт белым балдахином. Владимир является воплощением мудрой неторопливости, он и окружающие его воины невозмутимо наблюдают за происходящим. «Слабым манием руки» князь как бы направляет действия Усмаря — тем самым эпизод из древнерусской истории в трактовке Угрюмова «превращается едва ли не в аллегорию идеальных взаимоотношений верховной власти и народа, способных вместе творить чудеса». В соответствии с представлением художника о полководце, князь сохраняет спокойствие, которое, по мнению историка и искусствоведа Нины Молевой, «выглядит нарочитым и недостаточно оправданным». Впрочем, по другой версии, поднятая правая рука Владимира может быть свидетельством «сдержанного испуга», а движение воина в шлеме, увенчанном змеёй, можно трактовать как попытку защитить князя от возможного нападения разъярённого быка.
Сзади быка преследуют старик с вилами и собака, которую придерживает упавший воин. Возможно, что два человека, изображённые у частокола в левой части картины, — это отец и брат Яна Усмаря. Искусствовед Алексей Савинов отмечал «одухотворённость и привлекательность» лица стоя́щего слева юноши и писал, что оно предваряет образы более поздних произведений Василия Тропинина. На заднем плане слева изображён расположенный на пригорке лагерь, а справа видна гора. На небе, покрытом сизыми облаками, видны розовато-сиреневые отсветы зари. 
Фрагменты картины «Испытание силы Яна Усмаря»
В качестве натурщика для написания Яна Усмаря художнику позировал татарин Юзей (Юсуф). Угрюмов сам нашёл этого человека, который выделялся своей атлетической фигурой и «удивительной мускулатурой». После этого Юзей стал постоянным натурщиком Академии художеств. По словам Алексея Оленина (президента Академии художеств в 1817—1843 годах), натурщик Юзей работал в Академии более двадцати лет — «он был сложен довольно хорошо, особливо в туловище и в руках, а потому в академической нашей школе того времени превосходно рисовали туловище».

## Отзывы и критика
Художественный критик Фёдор Булгаков отмечал, что в картине «Испытание силы Яна Усмаря» присутствует много анахронизмов, связанных с тем, что в конце XVIII века трудно было найти достоверную информацию об обычаях и культурных особенностях эпохи, события которой хотел изобразить художник, и поэтому приходилось пользоваться произведениями классического искусства. В результате, по словам Булгакова, князь Владимир с короной и мечом «превратился в римского императора», а «мо́лодец русский — в гладиатора». Тем не менее Булгаков признавал, что «за картиной Угрюмова нельзя не признать значительных достоинств» — «в ней много жизни, много движения, колорит обличает вкус и гармоничен».
Искусствовед Владислав Зименко отмечал энергичность эмоционального тона картины Угрюмова «Испытание силы Яна Усмаря», на которой «изображён богатырь, вырывающий в доказательство своей огромной силы кусок кожи у разъярённого бегущего быка». Далее он писал: «Примечательно, что художник подошёл к своей работе весьма смело для своего времени — он не только штудировал с натуры позу и тело для фигуры Усмаря, но долго искал подходящий прототип могучего героя-атлета, чтобы правдивее, убедительнее написать образ легендарного русского героя, чья фантастическая сила устрашила печенегов».

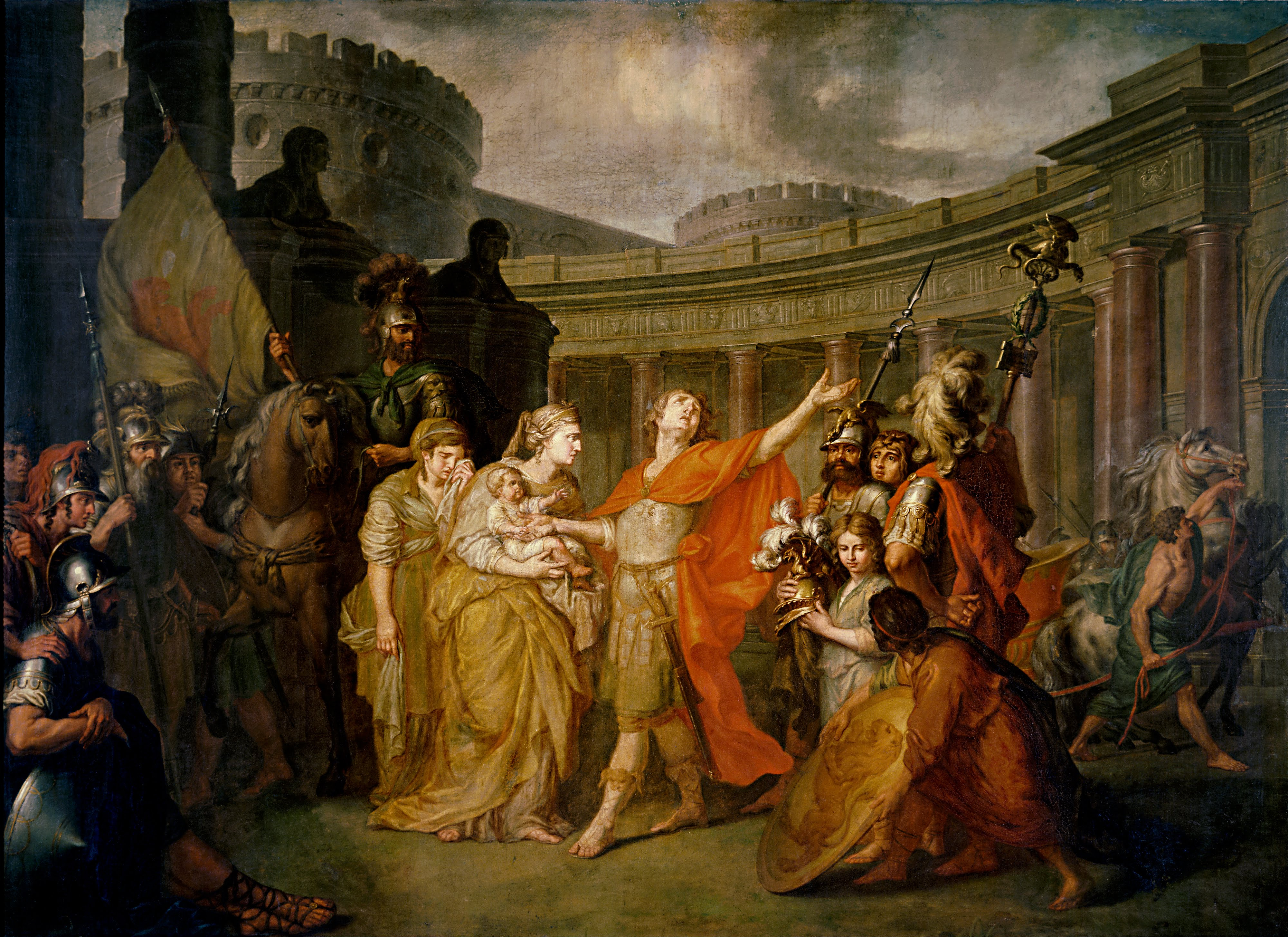
Антон Лосенко. Прощание Гектора с Андромахой (1773, ГТГ)

Искусствовед Алексей Савинов писал, что на фоне ряда других произведений русской исторической живописи второй половины XVIII века картина «Испытание силы Яна Усмаря» «выделяется мастерством исполнения», продолжая традицию, начатую Антоном Лосенко, в частности его полотном «Прощание Гектора с Андромахой» (1773, ныне в ГТГ). Савинов отмечал удачное композиционное построение картины Угрюмова, сочетающее динамичную группу воинов слева, князя Владимира справа, а Яна Усмаря с разъярённым быком — в центре. По словам Савинова, в этом произведении художник «был ещё далёк от реалистического воссоздания обстановки и облика народного героя определённой исторической эпохи» и, передавая атлетически сложенную фигуру Усмаря, в значительной степени опирался на образцы античной скульптуры, что, впрочем, было обычным приёмом в академической живописи тех лет. В целом, по мнению Савинова, это полотно свидетельствовало о том, что его автор был «талантливым и хорошо подготовленным мастером».
Историк искусства Наталья Коваленская писала, что по сравнению с первой станковой картиной художника, «Вход Александра Невского во Псков», «значительно удачнее была вторая картина Угрюмова „Ян Усмарь“ (1797, ГРМ) на сюжет из истории древнего Киева». Она отмечала, что «для художника имело значение то, что сюжет позволял ему показать мощь простого ратника, заслужившую ему право на почётный поединок, — в этом сказался отголосок демократических веяний, связанных с русским просветительством».

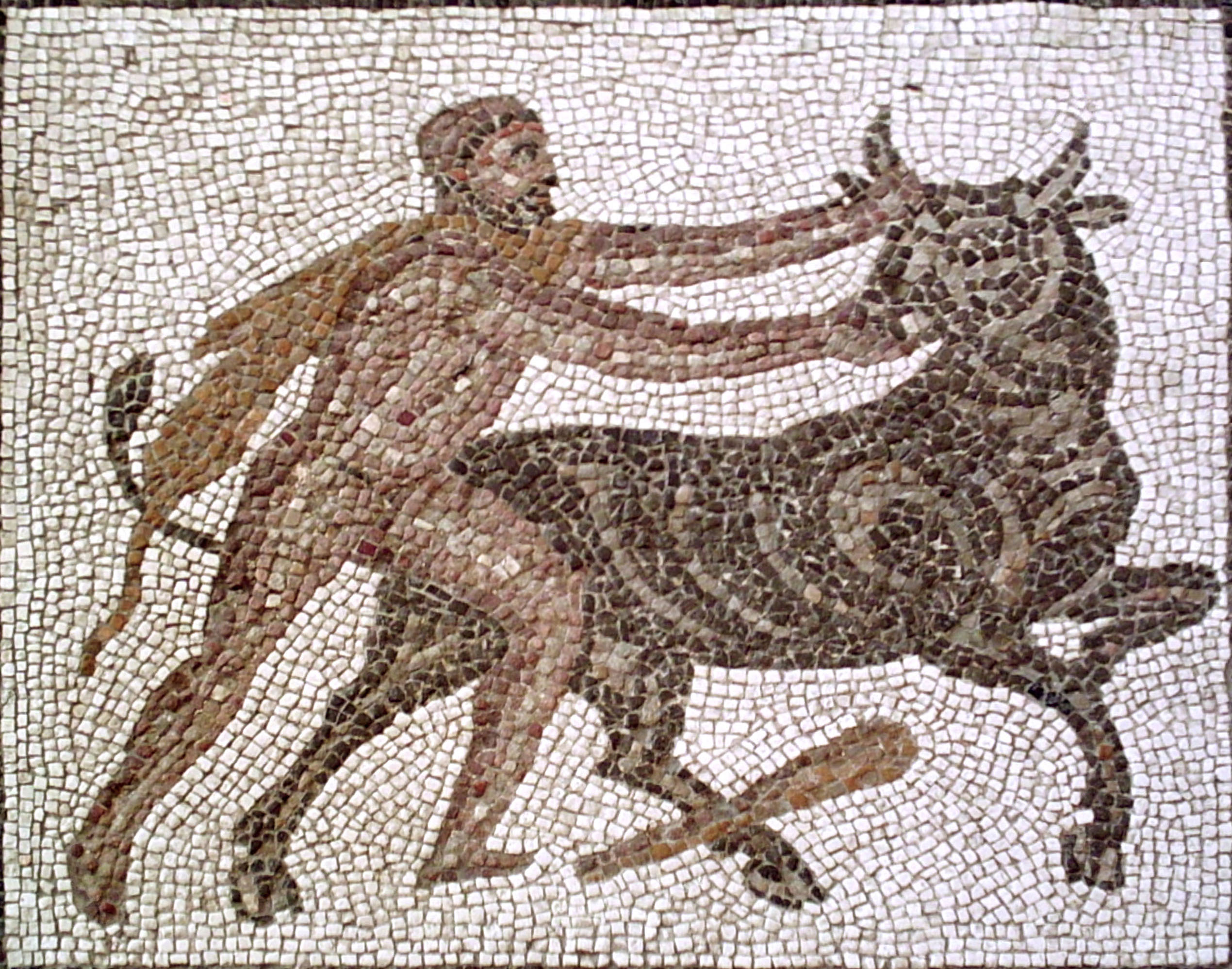
Укрощение критского быка Гераклом (фрагмент римской мозаики из Лирии, первая половина III века, Национальный археологический музей, Мадрид)

Обсуждая полотно «Испытание силы Яна Усмаря» в монографии об Угрюмове, искусствовед Зинаида Зонова писала, что «высокий пафос картины усиливается общей насыщенностью цветом, горячей живописностью, игрой светотени». Она полагала, что это было связано с «увлечением художника „жаркими колерами“ Рубенса». В целом, по словам Зоновой, несмотря на то, что Угрюмов не имел возможности передать прошлое с достаточной степенью достоверности, ему удалось использовать академическую программу для создания «яркой патриотической картины, поучительной и волнующей».
Филолог Эра Кузнецова отмечала, что в картине «Испытание силы Яна Усмаря», в соответствии с традициями академической живописи, художник расположил главное событие в центре полотна, выделив его и светом, и цветом. По словам Кузнецовой, «„Ян Усмарь“ — одна из наиболее экспрессивных картин Угрюмова», и «высокий драматизм, свойственный этому полотну, усиливается насыщенностью цветом, игрой светотени, ма́стерской лепкой фигур».

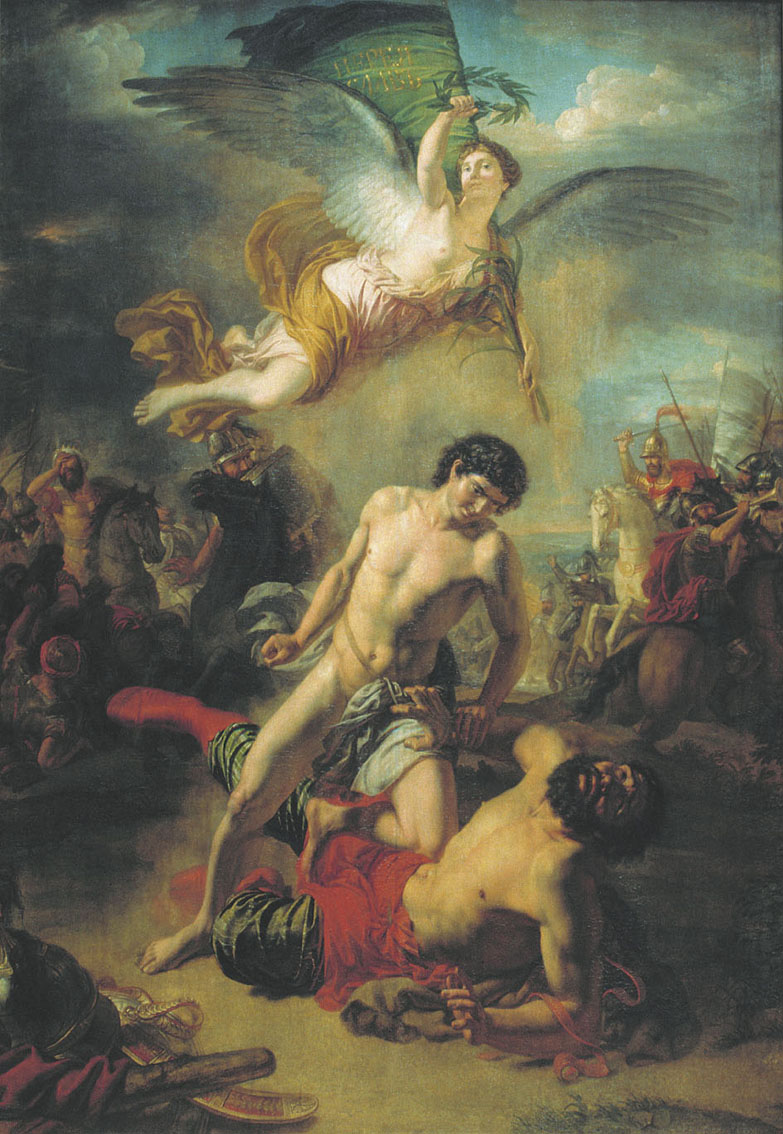
Андрей Иванов. Единоборство князя Мстислава Владимировича Удалого с косожским князем Редедей в 1022 году (не позднее 1812, ГРМ)

Искусствовед Алла Верещагина считала «Испытание силы Яна Усмаря» самой лучшей из работ Угрюмова, несмотря на то, что эта картина содержит не так много историко-этнографических деталей, как некоторые другие живописные произведения художника. При этом, по словам Верещагиной, «заметно совершенно явное желание автора поднять образ главного действующего лица до уровня всемирно известных героев античности» — совершая подвиг, достойный Геракла или Антея, Ян Усмарь и внешне похож на них.
Искусствовед Нонна Яковлева в своей книге про Угрюмова писала: «Зрелое мастерство и вдохновенный порыв выделяют „Яна Усмаря“ не только среди произведений Угрюмова, но и ставят его на особое место в истории русского искусства. Едва ли не впервые в русской живописи главным героем исторической картины стал народный богатырь, простой воин-кожемяка». По словам Яковлевой, мотив единоборства, решённый Угрюмовым на примере отечественной истории, через полтора десятилетия вновь появился в работе его ученика Андрея Иванова «Единоборство князя Мстислава Владимировича Удалого с косожским князем Редедей в 1022 году» (не позднее 1812, ГРМ).
Обсуждая творчество Угрюмова, искусствовед Андрей Карев писал, что «в наибольшей степени возможности его мастерства и особенности темперамента нашли воплощение в картине „Испытание силы Яна Усмаря“». По словам Карева, «победа над быком является своего рода символом победы над всеми врагами Руси» и, кроме этого, представляет собой «торжество цивилизации над дикостью и в конечном итоге — разума над тёмными страстями». Кроме того, по мнению Карева, можно проследить аналогию между испытанием силы Усмаря и одним из подвигов Геракла — укрощением критского быка, так как оба события включали в себя схватку с разъярённым животным. Карев также отмечал, что в полотне Угрюмова заметно влияние стиля барокко, которое, вероятно, связано со стремлением автора «найти эквивалентные сцене средства выражения, отсылающие как к сфере сильных страстей вообще, так и к обстоятельствам бурного, героического периода отечественной древности».

## Комментарии
1. 1 2 3  Для датировки событий, происходивших в Российской империи, используется юлианский календарь («старый стиль»).
2. ↑  Орфография и пунктуация цитаты сохранены в том виде, в котором она приведена в монографии Зинаиды Зоновой[15].